# 444419 Francismccubbin
444419 Francismccubbin è un asteroide della fascia principale. Scoperto nel 2006, presenta un'orbita caratterizzata da un semiasse maggiore pari a 3,138000 UA e da un'eccentricità di 0,281440, inclinata di 6,969787° rispetto all'eclittica.